# Теодор Рузвелт
Теодор „Теди“ Рузвелт (енгл. Theodore "Teddy" Roosevelt; Њујорк, 27. октобар 1858 — Ојстер Беј, Њујорк, 6. јануар 1919) је био амерички државник, конзервациониста, историчар, писац и двадесет шести председник САД (1901—1909).
Изабран је у њујоршко законодавство (1882), где је постао републикански вођа који се супротстављао демократској политичкој машинерији. После политичких пораза и смрти супруге, отишао је у Дакоту да се бави пољопривредом. Вратио се у Њујорк и служио у комисији градске службе (1889—1895) и као шеф градског одбора полицијских комесара (1895—1897). Будући присталица Вилијама Макинлија, служио је као подсекретар морнарице (1897—1898). Када је избио Шпанско-амерички рат, поднео је оставку да би организовао коњичку јединицу Груби јахачи. Вратио се у Њујорк као херој и изабран је за 33. гувернера Њујорка 1899. Као први републикански потпредседнички кандидат, заузео је положај када је Макинли поново изабран, и постао председник после Макинлијевог убиства 1901. године. Једна од његових раних иницијатива била је спровођење Шермановог акта против трустова да би се спречили пословни монополи.
Освојио је изборе 1904. победивши против кандидата Алтона Паркера. На његово подстицање. Конгрес је регулисао железничке стопе и одобрио акт о исправној храни и лековима и акт о инспекцији меса (1906) ради заштите јавног здравља. Стварао је националне шуме и одвајао залихе минерала, нафте и угља за чување. Заједно са државним секретаром Елихуом Рутом објавио је Рузвелтов амандман Монроовој доктрини, који је потврдио положај САД као заштитника западне хемисфере. За посредовање у руско-јапанском рату добио је Нобелову награду за мир (1906). Осигурао је споразум са Панамом за изградњу канала. Одбивши да се поново кандидује за председника обезбедио је номинацију Вилијаму Х. Тафта. Пошто је пропутовао Африку и Европу, покушао је да освоји републиканску председничку номинацију 1912; када је одбијен, организовао је Прогресивну странку и водио политику новог национализма. Иако је изгубио на изборима, освојио је 88 електорских гласова, што је најуспешнија кандидатура треће партије у XX веку. Током читавог живота бавио се писањем, објављујући дела о историји, политици, путовањима и природи.
Током Првог светског рата, поново се политички активирао. Након америчке објаве рата Немачкој (1917), залагао се да САД објаве рат и свим немачким савезницима, не само Аустроугарској, већ и Бугарској и Турској, али ови његови предлози нису били у целини прихваћени, пошто је рат објављен и Аустроугарској, али не и Бугарској.

## Детињство и породица
Теодор Рузвелт Млађи је рођен 27. октобра 1858. године у Источној 20. улици у Њујорку. Био је друго од четворо деце припаднице високог друштва Марте Стјуарт „Мити” Булок и бизнисмена и филантропа Теодора Рузвелта Старијег (брата Роберта Рузвелта и Џејмса А. Рузвелта, сви синови Корнелијуса Рузвелта). Имао је старију сестру Ану (коју су звали Бами), млађег брата Елиота и млађу сестру Корину.
Рузвелтову младост су у великој мери обележили лоше здравље и исцрпљујућа астма. Често је имао изненадне ноћне нападе астме који су га гушили скоро до смрти што је ужасавало и Теодора и његове родитеље. Доктори нису имали лек. Ипак, био је енергичан, несташан и веома радознао. Његово занимање за зоологију је почело у седмој години када је угледао мртву фоку на локалној пијаци. Када су прибавили фокину главу, Рузвелт и његова два рођака оснивају нешто што зову „Рузвелтов музеј природне историје“. Савладавши основе препарирања животиња, испунио је свој импровизовани музеј животињама које је убио или уловио, а затим проучавао и припремао за излагање. Са девет година је забележио своја посматрања инсеката у раду „Природна историја инсеката“.
На Рузвелта је значајно утицао његов отац, који је имао истакнуту улогу у културним дешавањима у Њујорку. Помогао је оснивање музеја Метрополитен и посебно је био активан у обезбеђивању подршке за Унију током грађанског рата, иако су му рођаци са женине стране били вође Конфедерације. Рузвелт је једном рекао: „Мој отац, Теодор Рузвелт, био је најбољи човек кога сам икада познавао. У њему су снага и храброст били уједињени са благошћу, нежношћу и огромном несебичношћу. Код нас деце није толерисао себичност, окрутност, лењост, кукавичлук и неистину“. Породична путовања у иностранство, укључујући путовања у Европу 1869. и 1870. као и у Египат 1872. обликовала су његов космополитски поглед на свет. Планинарећи на Алпима с породицом 1890, Рузвелт је схватио да може да одржати корак са својим оцем. Открио је значајне предности физичког напора за смањивање напада астме и јачање духа. Рузвелт је започео напоран режим вежбања. Након малтретирања од стране два старија дечака на једном камповању, нашао је тренера бокса да га учи да се бори и ојача своје тело.
Прва супруга му је била Алис Хетвеј Ли Рузвелт, а друга Едит Рузвелт.

## Образовање
Рузвелт се углавном школовао код куће, где су га подучавали учитељи и родитељи. Биограф Х. В. Бренд тврди: „Најочигледнији недостатак његовог школовања код куће била је неуједначена покривеност различитих области људског знања“. Био је добар из географије, бистар за историју, биологију, француски и немачки; међутим, мучио се око математике и класичних језика. Када се уписао на Харвард, 27. септембра 1876, отац га је саветовао: „Најпре брини о моралу, затим о здрављу и на крају о студијама“. Очева изненадна смрт 9. фебруара 1878, снажно је погодила Рузвелта, али се временом опоравио и удвостручио активности. Добро су му ишле наука, филозофија и реторика али је наставио да се мучи са латинским и грчким језиком. Интензивно је проучавао биологију и већ је био признати природњак с објављиваним радовима из орнитологије. Читао је изузетно много и имао скоро фотографско памћење. Док је био на Харварду, бавио се веслањем и боксом. Једном је освојио друго место на харвардском такмичењу у боксу. Рузвелт је био члан књижевног друштва Алфа Делта, братства Делта Капа Епсилон и престижног Порцелијанског клуба; био је и уредник часописа Хардвард Адвокејт. Рузвелт је 1880. године дипломирао на Харварду са изузетним похвалама (био је двадесет други од 177 студената). Биограф Хенри Прингл наводи:
Рузвелт је анализирајући своју каријеру на универзитету и настојећи да утврди какве је ту користи стекао, сматрао да је добио мало од Харварда. Сметали су му формалистичко обрађивање многих тема, крутост, обраћање пажње на ситнице које су биле важне саме по себи, али које нико није повезивао са целином.
Након очеве смрти, Рузвелт је наследио суму од 125.000 долара, довољну да живи пристојно до краја живота. Рузвелт је одустао од свог пређашњег плана да студира природне науке и уместо тога одлучио да упише Правни факултет на Универзитету Колумбија и врати се у породичну кућу у Њујорку. Рузвелт је био добар студент права али је често сматрао да су закони нелогични; много времена је провео пишући књигу о Рату из 1812. Одлучивши да почне да се бави политиком, Рузвелт почиње да присуствује састанцима Републиканске странке. Иако је његов отац био истакнути члан ове странке, Рузвелтов избор каријере је био необичан за припадника његове класе, с обзиром на то да већина његових вршњака није желела да се озбиљно бави политиком. Без обзира на то, Рузвелт је нашао савезнике у локалној Републиканској партији и победио актуелног државног посланика који је био уско повезан са сенатором Роском Конклингом. Након победе, Рузвелт је одлучио да напусти студије права, о чему је касније рекао: „Намеравао сам да постанем члан владајуће класе“.

### Поморска историја и стратегија
Док је био на Харварду, Рузвелт је започео систематско проучавање улоге Америчке морнарице у рату 1812. године. На крају је 1882. објавио дело Поморски рат 1812. Књига је укључивала поређења британског и америчког руководства све до нивоа појединачних бродова. Похваљена је због своје учености и стила, и остаје стандардна студија о рату.
Са објављивањем књиге Утицај морске моћи на историју 1890. године, Алфред Тејер Махан је проглашен од стране европских лидера као истакнути светски теоретичар морнарице. Махан је популаризовао концепт да су само нације са значајном поморском моћи могле да утичу на историју, да доминирају океанима, да испоље своју дипломатију до максимума и бране своје границе. Веровало се да су Рузвелтове поморске идеје изведене из Маханове књиге, мада је историчар поморства Николас Данби сматрао да су Рузвелтове идеје претходиле Махановој књизи.

### Први брак и удовство
Године 1880, Рузвелт се оженио припадницом вишег друштва Алис Хатавеј Ли. Њихова ћерка, Алис Ли Рузвелт, рођена је 12. фебруара 1884. Два дана касније, нова мајка је умрла од недијагнозираног затајења бубрега, истог дана када је Рузвелтова мајка Марта умрла од тифоидне грознице. У свом дневнику, Рузвелт је написао велико „X” на страници, а затим „Светло је нестало из мог живота”. Избезумљен, Рузвелт је оставио бебу Алис на бризи своје сестре Бејми док је туговао; преузео је старатељство над Алис када је имала три године.
Након смрти његове супруге и мајке, Рузвелт се фокусирао на свој рад, посебно тако што је поново покренуо законодавну истрагу о корупцији владе Њујорка, која је произашла из закона којим се предлаже централизација власти у канцеларији градоначелника. До краја живота ретко је говорио о својој жени Алиси и није писао о њој у својој аутобиографији.

## Рана политичка каријера

### Државни посланик
Године 1881, Рузвелт је победио на изборима за Државну скупштину Њујорка, представљајући 21. дистрикт, који је тада био центриран на „Дистрикту свилених чарапа” у Апер ист сајду округа Њујорк. Служио је на седницама законодавног тела 1882, 1883, и 1884. године. Одмах је почео да оставља свој траг: блокирао је коруптивни покушај финансијера Џеја Гулда да смањи своје порезе. Рузвелт је разоткрио дослух Гулда и судије Теодорика Вестбрука и успешно се заложио за истрагу, са циљем да се судија опозове. Иако је истражни комитет одбацио опозив, Рузвелт је разоткрио корупцију у Олбанију и заузео висок и позитиван профил у њујоршким публикацијама.
Рузвелтови напори у борби против корупције помогли су му да добије реизбор 1882. са разликом већом од два према један, што је достигнуће које је било још импресивније због победе коју је демократски гувернерски кандидат Гровер Кливленд остварио у Рузвелтовом дистрикту. Са Конклинговом сталвартском фракцијом Републиканске партије у нереду након убиства председника Џејмса Гарфилда, Рузвелт је победио на изборима за лидера странке у државној скупштини. Он се удружио са гувернером Кливлендом да би добио усвајање закона о реформи државне службе. Рузвелт је победио на реизбору и тражио функцију говорника, али је Тајтус Шерд добио ту позицију. Рузвелт је био председник Одбора за послове градова, и током свог мандата је написао више закона него било који други законодавац.

### Председнички избори 1884
Уз бројне председничке наде, Рузвелт је подржао сенатора Џорџа Ф. Едмунда из Вермонта. Државна Републиканска партија преферирала је садашњег председника Честера Артура, који је био познат по доношењу Пендлетоновог закона о реформи државне службе. Рузвелт је успео да утиче на делегате Менхетна на државној конвенцији. Затим је преузео контролу над конвенцијом, погађајући се током ноћи и надмашивши присталице Артура и Џејмса Г. Блејна; следствено томе, стекао је национални углед као кључни политичар у својој држави.
Рузвелт је присуствовао Републиканској националној конвенцији 1884. у Чикагу, где је одржао говор убеђујући делегате да номинују Афроамериканца Џона Р. Линча, Едмундсовог присталицу, за привременог председника. Рузвелт се борио заједно са реформаторима Магвампа против Блејна. Међутим, Блејн је добио подршку Артурових и Едмундсових делегата и добио је номинацију. У кључном тренутку своје надолазеће каријере, Рузвелт се одупро захтеву колега Магвампа да супротстави Блејну. Он се хвалио: „Постигли смо победу у стварању комбинације да победимо Блејновог кандидата за привременог председника... ово је било потребно... вештина, смелост и енергија... да натерамо различите фракције да дођу... да поразе заједничког непријатеља.” Био је импресиониран позивом да говори пред аудиторијумом од десет хиљада људи, највећом масом којој се до тада обратио.
Пошто је осетио укус националне политике, Рузвелт је осећао мање тежње за залагањем на државном нивоу; повукао се у свој нови „Чимни Бјут ранч” на реци Литл Мизури. Рузвелт је одбио да се придружи осталим Магвампима у подршци Кливленду, демократском кандидату на општим изборима. Након што је Блејн добио номинацију, Рузвелт је неопрезно рекао да ће дати „срдачну подршку сваком пристојном демократи“. Он се оградио од тог обећања, рекавши да оно није било „за објављивање”. Када је новинар упитао да ли би подржао Блејна, Рузвелт је одговорио: „Одбијам да одговорим.” На крају је схватио да мора да подржи Блејна да би одржао своју улогу у странци и то је учинио у саопштењу за јавност. Пошто је изгубио подршку многих реформатора, и још увек жалио због смрти своје жене и мајке, Рузвелт је одлучио да се повуче из политике и да се пресели у Северну Дакоту.

## Сточар у Дакоти
Рузвелт је први пут посетио територију Дакота 1883. да би ловио бизоне. Усхићен западњачким стилом живота и процватом сточарског посла, Рузвелт је уложио 14.000 долара (еквивалент 457.800$ у 2023) у нади да ће постати просперитетни сточар. Током неколико година делио је своје време између своје куће у Њујорку и ранча у Дакоти.
После председничких избора у Сједињеним Државама 1884. године, Рузвелт је изградио ранч Елкхорн 56 km северно од популарног града Медоре, Северна Дакота. Рузвелт је научио да јаше у вестерн стилу, рукује конопцем и лови на обалама Малог Мисурија. Каубој, како је рекао, поседује „неколико од осакаћен моралности млека-и-воде којима се диве псеудофилантропи; али он поседује, у веома високом степену, строге, мужевне особине које су од непроцењиве вредности за једну нацију”. Писао је о пограничном животу за националне часописе и објавио књиге: Ловачка путовања ранчера, Живот на ранчу и ловачка стаза и Ловац у дивљини.
Рузвелт је успешно предводио напоре да се организују ранчери како би се позабавили проблемима прекомерне испаше и другим заједничким бригама, што је резултирало формирањем Удружења сточара Малог Мисурија. Основао је Бун и Крокетов клуб, чији је примарни циљ био очување велике дивљачи и њихових станишта. Године 1886, Рузвелт је служио као заменик шерифа у округу Билингс, Северна Дакота. Он и радници ранча су уловили троје крадљиваца чамаца.
Тешка зима 1886–1887 уништила је његово стадо и преко половине његове инвестиције од 80.000 долара. ($2,80 in 2024). Након тога је окончао свој ранчерски живот и вратио се у Њујорк, где је избегао штетну етикету неефикасног интелектуалца.

## Смрт
У ноћи 5. јануара 1919. године, Рузвелт је имао проблеме са дисањем. Након што му је његов лекар, др Џорџ В. Фелер, дао терапију било му је боље и отишао је на спавање. Рузвелтове последње речи: „Молим те угаси то светло, Џејмсе“ биле су упућене породичном батлеру Џејмсу Ејмосу. Између 4:00 и 4:15 тог јутра, Рузвелт је умро у сну, у свом дому Сагамор Хил након што му се крвни угрушак откачио од вене и доспео у плућа. Имао је шездесет година. Пошто је примио вест о смрти свог оца, његов син Арчибалд је послао телеграм својој браћи и сестрама: „Стари лав је умро“. Потпредседник Вудроа Вилсона, Томас Р. Маршал је рекао: „Смрт је морала узети Рузвелта у сну, јер да је био будан дошло би до борбе”. Након приватног опела у северној соби у Сагамор Хилу, скромна сахрана је одржана у Христовој епископалној цркви у Ојстер Беју. Међу ожалошћенима су били потпредседник Томас Р Маршал, Чарлс Еванс Хјуз, Ворен Хардинг, Хенри Кабот Лоџ и Вилијам Хауард. Дуж снегом прекривене путање поворке до гробља стајало је мноштво посматрача и одред коњичких полицајаца који су дојахали из Њујорка. Рузвелт је сахрањен на брду са погледом на Ојстер Беј.